# Leopold Leonidowitsch Awerbach

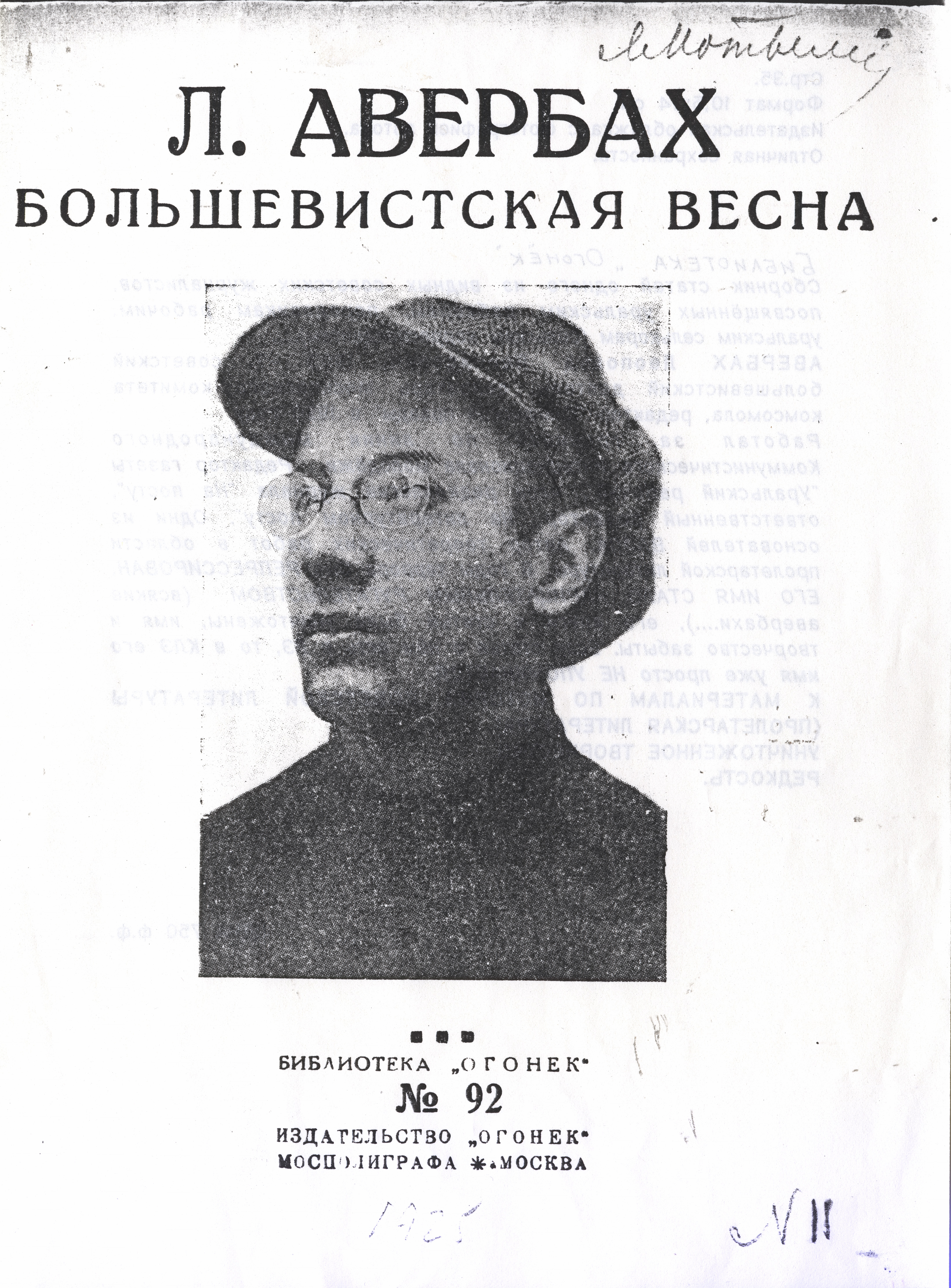
Leopold Awerbach

Leopold Leonidowitsch Awerbach (russisch Леопольд Леонидович Авербах; * 1903 in Saratow; † 14. August 1937 in Moskau) war ein sowjetischer Literaturkritiker.

## Leben
Awerbach war Herausgeber der Zeitschrift Molodaja Gwardija (dt. Junge Garde), Mitglied der Redaktion von Na postu und führendes Mitglied der Schriftstellervereinigungen WAPP und RAPP. Er wurde von seinen Gegnern als „Literaturgangster“ und „Literaturdiktator“ bezeichnet.
Leo Awerbach war überzeugter Stalinist, trotzdem wurde er während des Großen Terrors 1937 verhaftet und erschossen. Zu den entschiedenen Gegnern des von ihm vertretenen Proletkults gehörte u. a. Alexander Woronski, der einen Tag vor ihm erschossen wurde.

## Familie
Awerbach war ein Neffe von Jakow Swerdlow, dem ersten sowjetrussischen Staatsoberhaupt. Seine Frau Jelena war die Tochter von Lenins Sekretär Wladimir Bontsch-Brujewitsch. Der gemeinsame Sohn Wiktor Leopoldowitsch Bontsch-Brujewitsch wurde Physiker und Herausgeber mehrerer wissenschaftlicher Zeitschriften.
Awerbachs Schwester Ida war mit dem NKWD-Chef Genrich Jagoda verheiratet. Sie wurde nach dessen Sturz ebenfalls erschossen.